# ホアキム・フェレイラ
ホアキム・フェレイラ（Joaquim Ferreira、1981年6月2日 - ）は、ブラジルの男性総合格闘家。ミナスジェライス州ベロオリゾンテ出身。CFAチャンピオン・ベロオリゾンテ所属。

## 来歴
グレイシーバッハに入門し、2005年10月1日にWild Fight 1にてジャイウソン・シルバ・サントスを相手に総合格闘技デビューを果たし、2R2分20秒、キムラロックを決めてタップを奪い、デビュー戦を勝利で飾る。
2007年4月29日、リオ・デ・ジャネイロで開催されたXFC（Xtreme Fighting Championships）のヘビー級4人制ワンデイトーナメントに出場。初戦でアンドレ・ムッシに判定で敗れるも、ムッシが負傷欠場したことにより決勝に代役出場。決勝ではジュニオール・ドス・サントスと対戦するが、1R5分00秒、試合放棄でTKO負け。
2007年8月11日、MTL 1（Mo Team League 1）にてアンドレ・ムッシと再戦。2R、ノースサウスチョークを決めて一本勝ち。リベンジを果たした。
2007年11月10日、MTL Finalにてジュニオール・ドス・サントスと再戦。1R1分13秒、アームバーによる一本勝ち。リベンジを果たした。
2010年2月25日、Bitetti Combat 6にてグローバー・テイシェイラと対戦し、2R1分30秒、コーナーに追い詰められたところをパンチの連打を浴びてTKO負け。
2010年5月26日、WFE 6（Win Fight and Entertainment 6）にてエドゥナルド・オリヴェイラと対戦し、5分5R判定負け。
2010年7月10日、Impact FC 1にてソクジュと対戦し、1R1分20秒、パンチの連打を浴びてTKO負け。
2011年11月5日、MMAA（MMA Attack）にてダミアン・グラボウスキーと対戦し、1R2分57秒、ギロチンチョークで一本負け。
2012年9月21日、Brasil Fight 6にてアーロン・メイズと対戦し、1R2分33秒、パンチの連打でTKO勝利。
2013年11月5日、JF Fight Evolution 13にてマルセロ・クルーズと対戦し、1R3分22秒、リアネイキドチョークで一本勝ち。

## 戦績
| 総合格闘技 戦績 | 総合格闘技 戦績 | 総合格闘技 戦績 | 総合格闘技 戦績 | 総合格闘技 戦績 | 総合格闘技 戦績 | 総合格闘技 戦績 |
| --------------- | --------------- | --------------- | --------------- | --------------- | --------------- | --------------- |
| 23 試合         | (T)KO           | 一本            | 判定            | その他          | 引き分け        | 無効試合        |
| 15 勝           | 3               | 10              | 2               | 0               | 0               | 0               |
| 8 敗            | 5               | 1               | 2               | 0               | 0               | 0               |

| 勝敗 | 対戦相手                               | 試合結果                            | 大会名                                          | 開催年月日     |
| ○    | マルセロ・クルーズ                     | 1R 3:22 リアネイキドチョーク        | Juiz de Fora Fight: JF Fight Evolution 13       | 2013年10月5日  |
| ×    | ロドニー・ウォーレス                   | 3R 1:24 TKO（エルボー連打）         | Smash Fight                                     | 2013年5月3日   |
| ○    | アドリアーノ・ヘスース・デ・コルデイロ | 1R 1:36 ノースサウスチョーク        | Watch Out Combat Show 24                        | 2013年3月23日  |
| ○    | アーロン・メイズ                       | 1R 2:33 TKO（パンチ連打）           | Brasil Fight 6: Brazil vs. USA                  | 2012年9月21日  |
| ○    | リカルド・シウバ                       | 1R 0:27 TKO（パンチ連打）           | Full House Fight Night                          | 2012年3月24日  |
| ×    | ダミアン・グラボウスキー               | 1R 2:57 ギロチンチョーク            | MMA Attack                                      | 2011年11月5日  |
| ○    | エドソン・フランカ                     | 5分3R終了 判定2-1                   | Brasil Fight 3: Minas Gerais vs. Sao Paulo      | 2010年11月27日 |
| ○    | ウィリアム・バウデューチ               | 3R ノースサウスチョーク             | Juiz de Fora Fight: Evolution                   | 2010年10月2日  |
| ○    | マルセロ・デ・オリヴェイラ             | 2R 1:58 ノースサウスチョーク        | Brasil Fight 2: Minas Gerais vs. Rio de Janeiro | 2010年8月14日  |
| ×    | ソクジュ                               | 1R 1:20 TKO（パンチ連打）           | Impact FC 1 The Uprising: Brisbane              | 2010年7月10日  |
| ×    | エドゥナルド・オリヴェイラ             | 5分5R終了 判定                      | Win Fight and Entertainment 6                   | 2010年5月26日  |
| ×    | グローバー・テイシェイラ               | 2R 1:30 TKO（タオル投入）           | Bitetti Combat 6                                | 2010年2月25日  |
| ×    | ヤン・ヘジュン                         | 1R 0:14 KO（パンチ）                | M-1 Challenge 17 - Korea                        | 2009年7月4日   |
| ○    | マキシム・グリシン                     | 1R 3:57 ノースサウスチョーク        | M-1 Challenge 15: Brazil                        | 2009年5月9日   |
| ○    | レオナルド・ビレオ                     | サブミッション                      | Juiz de Fora: Fight 6                           | 2008年11月8日  |
| ○    | レイナルド・サムライ                   | 1R 2:01 キムラロック                | Predador FC 11]                                 | 2008年6月7日   |
| ○    | ジュニオール・ドス・サントス           | 1R 1:13 アームバー                  | Mo Team League Final                            | 2007年11月10日 |
| ○    | アンドレ・ムッシ                       | 2R ノースサウスチョーク             | Mo Team League 1                                | 2007年8月11日  |
| ×    | ジュニオール・ドス・サントス           | 1R 5:00 TKO（試合放棄）             | Xtereme Fighting Chmpionships: Brazil           | 2007年4月29日  |
| ×    | アンドレ・ムッシ                       | 10分1R終了 判定                     | Xtereme Fighting Chmpionships: Brazil           | 2007年4月29日  |
| ○    | エドガルド・カスタルデッリ・フィリォ   | 5分3R終了 判定                      | Predador FC 5: Kamae                            | 2007年4月21日  |
| ○    | セルジオ・シウバ                       | 1R 2:56 TKO（サッカーボールキック） | X Fight Games 2                                 | 2006年12月9日  |
| ○    | ジャイウソン・シウバ・サントス         | 2R 2:20 キムラロック                | Wild Fight 1                                    | 2005年10月1日  |